# 樽井純生
樽井純生（1960 - 没年不明）は、日本のイラストレーター。東北イラストレーターズクラブに所属していた。

## 概略
1960年宮城県生まれ。仙台市に住みながら宮城県内の様々なイラストを手がける。
1988年ごろには宮城生協広報誌「こ〜ぷ」、1993年から仙台市広報誌「エスタス」の表紙を担当する。
1995年には仙台市交通局の鉄道の日記念カードのデザインも担当する。
1997年、宮城国体のキャラクターケヤッキーをデザインして話題になる。
2004年にはCDジャケットなどを手がけていた。
2009年に東北工大一番町ギャラリーにて催された東北イラストレーターズクラブ展では「追悼 樽井純生さん」と題して展示が行われた。